# Marietta Uhden

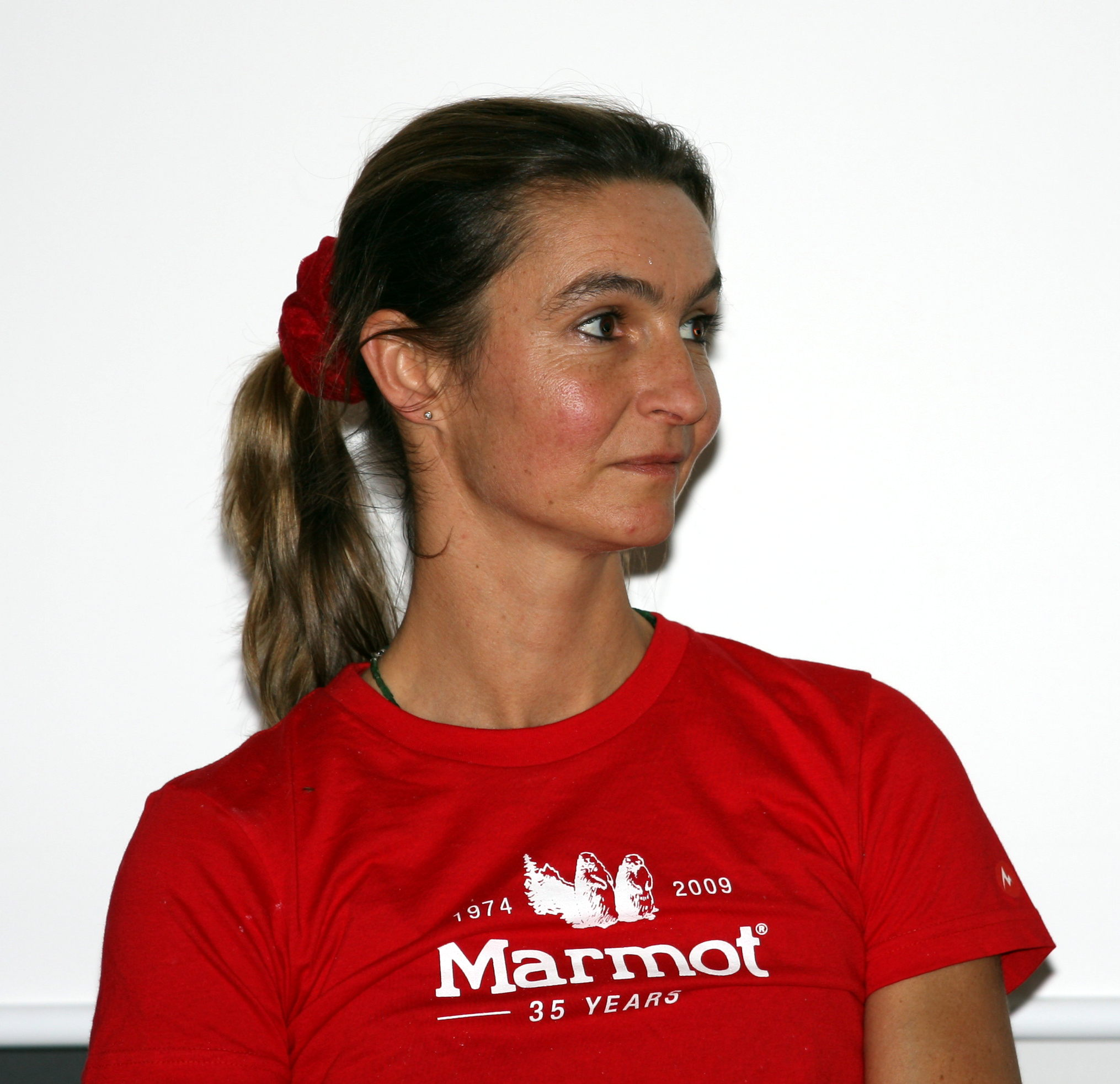
Marietta Uhden (2009)

Marietta Uhden (* 5. Juli 1968 in München; † 23. November 2014) war eine deutsche Sportkletterin. Marietta Uhden war zwölffache Deutsche Meisterin im Sportklettern/Bouldern, Weltcup-Siegerin im Bouldern (2000) und Bronzemedaillengewinnerin der Weltmeisterschaft 1997 und der Worldgames 2005. Ihr gelang als erster Frau weltweit die Erstbegehung einer Route im elften Schwierigkeitsgrad (XI-/8c).

## Leben
Marietta Uhden war gelernte Goldschmiedin, Trainerin B Sportklettern (DSB-Lizenz) und absolvierte von 2006 bis 2011 eine Ausbildung zur Feldenkrais-Pädagogin. Sie war verheiratet mit dem ehemaligen Trainer der deutschen Nationalmannschaft im Sportklettern, Peter Naumann, mit dem sie eine Tochter hat. Marietta Uhden lebte in Oberbayern in der Nähe von Bad Tölz. Sie erlag einem langjährigen Krebsleiden.

## Sportliche Karriere
In ihrer Kindheit mehrere Jahre Turnerin, begann Marietta Uhden ihre Karriere im Sportklettern erst im Alter von 21 Jahren. Angeregt von der Beobachtung zweier Kletterer in der Nordwand der Großen Zinne, die Marietta auf einer Dolomitenwanderung im Sommer 1988 beobachtet hatte, begann sie 1989 in Arco in Italien erste Routen zu klettern.
Bereits drei Jahre später, 1992, gehörte Marietta Uhden dem A-Kader der deutschen Sportkletter-Nationalmannschaft an und wurde im folgenden Jahr zum ersten Mal Deutsche Meisterin im Schwierigkeitsklettern. Ab diesem Zeitpunkt konnte sie durch Sponsorenverträge professionell klettern. 1997 gelang ihr ihre erste hervorragende internationale Platzierung: Rang drei bei den Weltmeisterschaften in Paris.
Mit der Durchsteigung der Route Wo die wilden Kerle wohnen im Klettergebiet Kochel schaffte Marietta 1995 ihre erste Route im glatten zehnten Grad. 1997 durchstieg Marietta Uhden als erste Frau die Route Happy Bizeps to You im oberen zehnten Grad (X+/8b+) und 1999 die Route Wassermusik (10+/8b+ (A) 8 (1. Damenbegehung), beide am Schleierwasserfall im Kaisergebirge. Sieben weitere Wege im oberen zehnten Grad folgten. Im Bouldern gelangen ihr im Wald von Fontainebleau Durchstiege bis zum Schwierigkeitsgrad 7C+, Alta. Im Flash konnte sie Boulder bis zum Schwierigkeitsgrad 7B+, La Mur de Lamentation, durchsteigen.
Um die Jahrtausendwende zog sie zusammen mit ihrem späteren Mann Peter Naumann in den Isarwinkel, 2001 brach Marietta Uhden dort den damaligen Weltrekord im Schwierigkeitsklettern der Damen. Als erste Frau weltweit kletterte sie eine Route im Bereich des elften Schwierigkeitsgrades: die Route Sonne im Herzen im bayerischen Jachenau (XI-/8c+).
2005 erkämpfte sich Marietta Uhden trotz einer Schulterverletzung im Vorjahr die Bronzemedaille bei den World Games in Duisburg.
Bis zum Ende ihrer Wettkampfkarriere war sie zehn Mal Deutsche Meisterin im Schwierigkeitsklettern und zwei Mal Deutsche Meisterin im Bouldern.
Nach diesen Siegen erklärt Marietta Uhden im Alter von 37 im August 2005 nach sechzehn aktiven Wettkampfjahren ihren Rücktritt aus der internationalen Wettkampfszene. Marietta Uhden, die „Grande Dame des Deutschen Klettersports“, gilt neben Juliane Wurm als Deutschlands erfolgreichste Sportkletterin.
Nach der sportlichen Karriere machte sie eine Ausbildung als Feldenkrais-Lehrerin und entwickelte mit ihrem Mann eine Bewegungsschule für Kletterer. Diese unterrichtete sie am Kletterzentrum Bad Tölz.

## Erfolgsbilanz
Wettkampfklettern: beste Ergebnisse:
- Platz 1 Deutscher Sportklettercup (Lead) - Hildesheim 1991 (Erster Sieg bei einem Sportklettercup)
- Platz 3 UIAA Weltmeisterschaft (Lead) - Paris 1997
- Platz 3 UIAA Weltcup (Lead) - Birmingham 1997
- Platz 3 UIAA Weltcup (Bouldern) - Val d’Isere 1999
- Platz 4 UIAA Weltmeisterschaft (Lead) - Birmingham 1999
- Platz 1 UIAA Weltcup (Bouldern)- München 2000
- Platz 3 UIAA Europameisterschaft (Lead)- München 2000
- Platz 3 Rock Master (Lead) - Arco 2001
- Platz 3 UIAA Weltcup (Lead) - Yekaterinburg 2002
- Platz 3 World Games (Lead) - Duisburg 2005[7]

Außerdem konnte Marietta Uhden 38 Deutsche Sportkletter- und Bouldercups für sich entscheiden und insgesamt elfmal die deutsche Meisterschaft gewinnen (neunmal Lead, zweimal im Bouldern)
Begehungen berühmter Routen in höchsten Schwierigkeitsgraden:
- 1993 Quart de Siècle 8a/10- (F), Conan the Relaxer 8a+/10- (D)
- 1994 Sonne in den Augen 8a+/10- (SL), 1. Damenbegehung White Winds 8a+/10- (A), Anabolica 8a/10- (E) 1. Damenbegehung, So Sexy 8a+/10- (I) 1. Damenbegehung
- 1995 Wo die wilden Kerle wohnen 8b/10 (D), Jurassic Climb 8b+/10+ (I)
- 1996 Cronache Marziane 9+/7c+ (I) 1. Begehung, World Music 10/8b (I), La Pulce d’ Aqua 10/8b (A)
- 1997 Chaos 10/8b (A) 1. Damenbegehung, Tanz mit dem Tod 10/8b (SL), Gute Nacht Irene 10/10+/8b/8b+ (SL) 1. Damenbegehung, Happy Biceps To You 10+/ 8b+ (A) 1. Damenbegehung
- 1998 Alta 9+/7c+ / Boulder (F), Le mur des lamentations 9-/7b+ / Boulder (F) Flashbegehung, Le toit aux grattons 9-/7b+ / Boulder (F)
- 1999 Wassermusik 10+/8b+ (A) 1. Damenbegehung - 7. Begehung insgesamt, Le placard 10/8b (F), Commando Madrid 10+/8b+ (E), Le mouton dans le foret 7c/boulder (E) Erstbegehung
- 2000 Le must 10+/8b+ (F) Erste Damenbegehung, Baby Basher 10+/8b+ (D) Erste Damenbeghung
- 2001 Sonne im Herzen, 11-/8c (D) Erstbegehung, The Face 10-/8a+ (D) Erste Damenbegehung
- 2002 Genau so wild 8b/10 (D) Erstbegehung, La rose et le vampir 8b/10 (F) Erste Damenbegehung, Der kleine Prinz 8a+/10- (D) On sight Begehung
- 2003 (schwere Schulterverletzung), Wo die wildesten Kerle wohnen 8b+/10+ (D) Erste Damenbegehung,
- 2004 (Aufbaujahr) Freedom 8b/10 (D) Erste Wiederholung nach 16 Jahren
- 2005 (comeback) honunts of love 8a/10- (AU) On-sight-Begehung, Graceland 8b/10 (AU) Erste Damenbegehung, Highlander 8b+/10+ (AU) Erste Damenbegehung, Generation next 8b+/10+ (AU) Erste Damenbegehung
- 2006 Operation der anderen Schulter, Aufbaujahr